# Länsrätten i Västernorrlands län
Länsrätten i Västernorrlands län var en av Sveriges länsrätter.  Dess domkrets  omfattade Västernorrlands län. Kansliort var Härnösand. Länsrätten i Västernorrlands län låg under Kammarrätten i Sundsvall.

## Domkrets
Eftersom Länsrättens i Västernorrlands län domkrets bestod av Västernorrlands län, omfattade den Härnösands, Kramfors, Sollefteå, Sundsvalls, Timrå och Ånge kommuner. Beslut av kommunala myndigheter i dessa kommuner överklagades därför som regel till Länsrätten i Västernorrlands län. Mål om offentlighet och sekretess överklagades dock direkt till Kammarrätten i Sundsvall.
Länsrätten i Västernorrlands län var den enda länsrätten i Sverige som i sin domkrets hyste en kammarrätt med annan kansliort än länsrätten.
Västernorrlands län hör från den 15 februari 2010 till domkretsen för  Förvaltningsrätten i Härnösand.